# Hypsilurus godeffroyi
Hypsilurus godeffroyi är en ödleart som beskrevs av  Peters 1867. Hypsilurus godeffroyi ingår i släktet Hypsilurus och familjen agamer. IUCN kategoriserar arten globalt som otillräckligt studerad. Inga underarter finns listade i Catalogue of Life.